# Новаки-Щитар'євські
Новаки-Щитар'євські (хорв. Novaki Šćitarjevski) — населений пункт у Хорватії, у Загребській жупанії у складі міста Велика Гориця.

## Населення
Населення за даними перепису 2011 року становило 158 осіб.
Динаміка чисельності населення поселення:

## Клімат
Середня річна температура становить 10,46 °C, середня максимальна – 24,58 °C, а середня мінімальна – -5,97 °C. Середня річна кількість опадів – 930 мм.
| Клімат поселення                              | Клімат поселення | Клімат поселення | Клімат поселення | Клімат поселення | Клімат поселення | Клімат поселення | Клімат поселення | Клімат поселення | Клімат поселення | Клімат поселення | Клімат поселення | Клімат поселення | Клімат поселення |
| Показник                                      | Січ.             | Лют.             | Бер.             | Квіт.            | Трав.            | Черв.            | Лип.             | Серп.            | Вер.             | Жовт.            | Лист.            | Груд.            |                  |
| Середній максимум, °C                         | 6,29             | 8,10             | 12,55            | 16,84            | 21,46            | 24,58            | 23,60            | 23,03            | 19,32            | 14,26            | 8,51             | 4,64             |                  |
| Середня температура, °C                       | 0,15             | 1,95             | 6,41             | 10,69            | 15,32            | 18,44            | 20,12            | 19,56            | 15,86            | 10,80            | 5,04             | 1,18             |                  |
| Середній мінімум, °C                          | −5,97            | −4,18            | 0,28             | 4,55             | 9,19             | 12,29            | 16,67            | 16,10            | 12,41            | 7,32             | 1,58             | −2,28            |                  |
| Норма опадів, мм                              | 55               | 53               | 62               | 71               | 79               | 94               | 85               | 90               | 89               | 90               | 92               | 70               |                  |
| Середньомісячна швидкість вітру, м/с          | 1.70             | 1.90             | 2.30             | 2.20             | 2.00             | 1.82             | 1.80             | 1.69             | 1.60             | 1.70             | 1.80             | 1.80             |                  |
| Середньомісячна сонячна радіація, кДж/м²·день | 4220             | 6930             | 10542            | 15041            | 19219            | 21096            | 22091            | 19404            | 14199            | 8791             | 4658             | 3383             |                  |
| --------------------------------------------- | ---------------- | ---------------- | ---------------- | ---------------- | ---------------- | ---------------- | ---------------- | ---------------- | ---------------- | ---------------- | ---------------- | ---------------- | ---------------- |
| Джерело:                                      |                  |                  |                  |                  |                  |                  |                  |                  |                  |                  |                  |                  |                  |